# Трибельская, Екатерина Георгиевна
Трибельская Екатерина Георгиевна — российский архитектор, педагог.  Член-корреспондент Российской академии художеств (2019).

## Биография
Родилась 15 марта 1954 года.
Окончила Московский архитектурный институт, факультет «Жилые и общественные здания» (1977), затем — аспирантуру (1986).
Автор более 30 научно-исследовательских статей в журналах (ВАК) и в Международных изданиях. Ведет рубрику по архитектуре в журнале «Системные технологии» (ВАК).
Разработчик учебных программ и методических материалов по архитектуре.
Организатор Международных научно-практических конференций студентов, аспирантов и молодых ученых на базе МГАХИ им. В. И. Сурикова с приглашенными экспертами при поддержке Министерства Культуры РФ и Российской академии художеств. В 2014 году Екатерина Георгиевна приняла участие в Международном фестивале «Зодчество 2014», посвященном проблеме вхождения молодых специалистов в профессию.
Профессиональная деятельность;
архитектор проектного института «Союзпромпроект» в Москве (1977-1983); научный сотрудник Московского научно-исследовательского института по проектированию объектов культуры, отдыха, спорта и здравоохранения (1987-1991).
Приглашенный профессор в Свободном университете в Брюсселе (1992); частный преподаватель по архитектурному проектированию и архитектурной графике в Мадриде (1993); приглашенный профессор Университета Фукуи в Японии (1994-2003); профессор в Международной школе дизайна в Москве (2003-2005); Основатель и директор Школы-студии «АвангардДизайн» (2006); доцент, профессор (2008) и заведующая кафедрой «Архитектура» (2013) МГАХИ им. В. И. Сурикова при Российской академии художеств. Ежегодно работает в комиссии ГЭК МГАХИ им. В. И. Сурикова и в других ВУЗах.
- Член-корреспондент Российской академии художеств (Отделение архитектуры, с 2019 года)
- Член Союза Дизайнеров Москвы (2007)
- Член Союза архитекторов России (2010)
- Кандидат архитектуры (1990)

Живёт и работает в Москве.

## Премии и награды
Награды РАХ;
- Медаль «Достойному» (2016)

Общественные награды;
- диплом 1-й степени Международного конкурса «Текстиль в интерьере» (2006)
- Серебряный диплом Международного архитектурного фестиваля Зодчество-2007
- Бронзовый диплом Международного фестиваля «Зодчество-2009»
- Дипломы 1-й и 2-й степени Международного смотра-конкурса «Золотая АрхИдея» (2009, 2010, 2011, 2013)